# PA-824
PA-824 (претоманид) — бициклический нитроимидазол, противотуберкулезный препарат. Одобрен для применения: США (2019). 
Разработан TB Alliance. Обладает активностью против Mycobacterium tuberculosis, при этом действует одновременно как ингибитор роста клеточной стенки (подобно изониазиду), и как дыхательный яд (подобно цианидам). Показано наличие противотуберкулёзной активности в доклинических испытаниях in vitro на клинических мультирезистентных изолятах Mycobacterium tuberculosis и in vivo на моделях туберкулёза мышей и морских свинок. Пороговая токсическая доза в доклинических исследованиях на мышах оценена как свыше 1000 мг/кг при однократном пероральном введении.